# Association mondiale pour la formation touristique

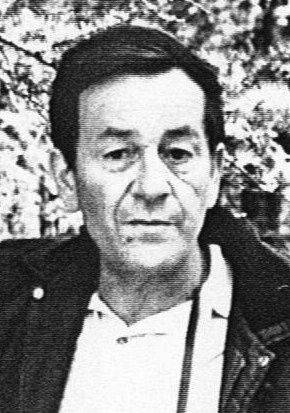
André Payan (1913-1984)

 (août 2025).
- Si vous ne connaissez pas le sujet, laissez ce bandeau (vous pouvez alors contacter les auteurs).
- Si vous supprimez le contenu mis en cause (vous pouvez préalablement contacter les auteurs),

argumentez précisément cette suppression dans la page de discussion
(un manque de référence n'est pas un argument ; une recherche réelle de référence doit avoir été effectuée, être formellement documentée).
L'Association mondiale pour la formation hôtelière et touristique (AMFORHT) a été créée à Nice (Alpes-Maritimes) en 1969 à l'initiative et sous l'impulsion d'André Payan (1913-1984) professeur d'enseignement touristique au lycée d'hôtellerie et de tourisme de la Côte d'Azur alors dirigé par M. Raymond Armisen. Au départ, sa dénomination était AMFORT (Association mondiale pour la formation touristique). Il s'agit alors essentiellement d'une association de professionnels dans les secteurs du tourisme, de l'hôtellerie et de la formation. Et association qui va se développer rapidement en une Organisation internationale non gouvernementale (ONG) reconnue tant par les organisations professionnelles que par les pouvoirs publics et les organisations internationales dépendant ou non de l'ONU.
L'AMFORT s'était alors fixée pour but de « définir, développer, promouvoir et adapter en continu » la formation touristique mondiale à l'évolution des besoins et des orientations du secteur. Et sa dimension internationale n'a cessé de s'affirmer au point d'incorporer en 1998 le secteur de la formation hôtelière aux organismes nationaux et aux ramifications internationales pourtant beaucoup plus anciennes. En 2017, l'AMFORHT obtient sa reconnaissance des Nations unies en tant qu'ONG à statuts consultatifs spéciaux œuvrant pour la formation et l'éducation dans le secteur touristique.
En effet, c'est à la suite du séminaire de réflexion tenu à Nice en février 1998 en présence du secrétaire général de l'Organisation mondiale du tourisme (OMT) que l'AMFORT s'est transformée en « Nouvelle association pour la formation hôtelière et touristique » (AMFORHT). Et c'est pour rendre hommage à la ville et au lycée où elle est née que l'AMFORHT a réalisé à Nice son premier « Forum mondial de la formation hôtelière et touristique » en février 2000.
Depuis 1998, son siège a été maintenu à Nice et son but est depuis lors d'étudier et promouvoir, au niveau international, le développement de la formation professionnelle dans le secteur du tourisme au sens large (incluant hôtellerie, restauration, transport, loisirs) en vue d'une meilleure adéquation des formations aux nouvelles conditions du monde du travail et ceci au bénéfice des professions et métiers concernés et des candidats aux emplois et carrières touristiques.
Pour atteindre ces objectifs, l'AMFORHT élargit alors sa plateforme de rencontre, d'échanges et de concertation entre les trois catégories partenaires du tourisme : a) les organisations internationales s'intéressant au tourisme et à la formation touristique, et les organismes officiels du tourisme (nationaux, régionaux,locaux), b) le monde de la formation (centres spécialisés, universités, écoles, instituts publics et privés, associations, formateurs et éducateurs individuels), et c) le monde des professions (groupes et entreprises d'hôtellerie, de restauration commerciale et collective, de tourisme, associations ou syndicats professionnels, experts et consultants individuels).
En 2023, l'AMFORHT est présidée par Abderahman Belgat (11e président) originaire de Skikda (Algérie). L'association comptait, à ce jour, 711 membres issus de 63 pays.

## Citations et références
1. ↑  Source : page no 5 titrée « Buts » sur son site internet en date du 29 novembre 2009
2. ↑  Article no 3 de ses nouveaux statuts
3. ↑  Articles no 2.1 des statuts de l'AMFORHT
4. ↑  Article no 2.2 des statuts de l'AMFORHT
5. ↑  « Abderahman BELGAT », sur abelgat.com (consulté le 19 décembre 2023).
6. ↑  Bureau Exécutif de l'AMFORHT, « Historique de l'AMFORHT », Rappel historique et étapes de la création de l'AMFORHT, sur amforht.campusgroups.com, 2017 (consulté le 14 septembre 2017)